# El bo, el lleig i el dolent
El bo, el lleig i el dolent (títol original en italià Il buono, il brutto, il cattivo) és la tercera pel·lícula de la Trilogia del dòlar, dirigida per l'italià Sergio Leone el 1966, i considerada un dels màxims cims de l'spaghetti western (subgènere europeu del western).

## Argument
El bo (Clint Eastwood) àlies "Blondie" ("Ros"), el dolent (Lee Van Cleef) alies "Sentència" ("Sentenza" en la versió italiana, "Angel eyes" en la nord-americana) i el lleig (Elli Wallach) àlies "Tuco", són respectivament, un caça-recompenses, un assassí a sou que després esdevé sergent sense escrúpols del Nord, i un lladre. Està situada en el Far West durant la Guerra de Secessió.
Després d'una descripció i situació dels personatges, El lleig duu a El bo a morir al desert, així es creuen amb una diligència de l'exèrcit sudista en la qual un soldat moribund lliura la localització d'un tresor en monedes d'or (200.000 dòlars enterrats en una tomba) a canvi d'aigua, però resulta que mor sense que cap dels dos tingui la informació completa: al Lleig li va dir el nom del cementiri Sad Hill, i al Bo li va dir el nom sobre la creu en una tomba: Arch Stanton. Així -encara que barallats i cadascun amb la meitat del secret- es tornen a associar i emprenen rumb al cementiri per l'esperança de l'or.
Pel camí es troben amb diversos entrebancs, inclosa una trobada amb el Dolent de qui sembla que aconsegueixen escapar, i finalment un duel en triangle en el cercle central empedrat del cementiri -sense precedents fins llavors en la història del gènere- i que culminarà entre el frenesí i la delirant música d'Ennio Morricone amb el tema El Trio.

## Repartiment
- Clint Eastwood: "Blondie", el bo

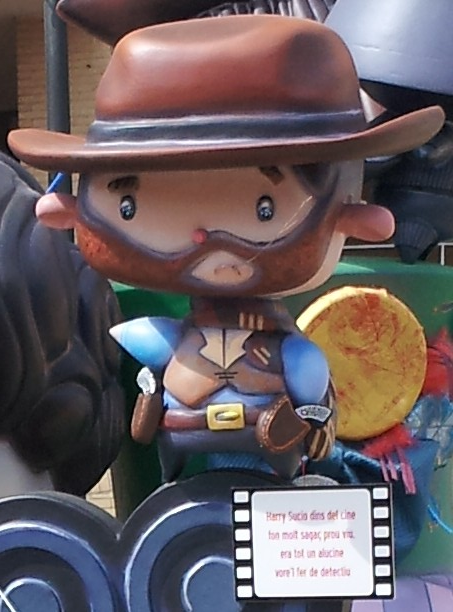
L'home sense nom de Clint Eastwood, citat erròniament com Harry el Brut.

- Lee Van Cleef: Angel Eyes, el dolent
- Eli Wallach: Tuco, el lleig
- Aldo Giuffrè: Capità borratxo
- Mario Brega: Corporal Wallace
- Luigi Pistilli: Pare Pablo Ramírez
- Al Mulock: Bounty Hunter
- Antonio Casas: Stevens
- Antonio Casale: Bill Carson/Jackson

## La música
Des del moment que arriben al cementiri, l'espectacular tema musical d'Ennio Morricone, L'èxtasi de l'or i fins al duel final, amb una altra de les seves composicions per a aquesta pel·lícula, El trio, conformen un dels més memorables clímax cinematogràfics del cinema. La unió de la música i les escenes és considerada per molts espectacular. També en l'aspecte musical, cal ressaltar el tema principal, sens dubte el més conegut de les tres peces esmentades.

## Curiositats
Ressalta especialment la banda sonora de la pel·lícula, escrita per l'inseparable amic de Leone, Ennio Morricone, fins al punt d'haver-se convertit en una de les adaptacions més memorables en la història del cinema. Moltes de les seves escenes es van rodar a la província d'Almeria, concretament al desert de Tabernas, sobretot en l'impressionant paratge de La Sartenilla, on es va construir un poblat expressament, en l'actual Parc Natural de Cap de Gata-Níjar (Cortijo del Fraile, Los Albaricoques, dunes de Cap de Gata, etc.), sent, després de Per qualche dollaro in più i Per un grapat de dòlars el gran salt d'aquella província com ideal per al rodatge del subgènere de spaghetti westerns. També fou rodada a la localitat burgalesa de Carazo a l'Espai Natural de los Sabinares del Arlanza. 250 soldats espanyols van construir el cementiri en només dos dies.